# السمنة والخصوبة
تعرف السمنة على أنها تراكم غير طبيعي للدهون في الجسم، عادة 20% أو أكثر زيادة عن وزن الجسم المثالي للفرد. هذا ما يوصف غالبًا بأنه مؤشر كتلة الجسم) بي إم آي (BMI ويجب أن يزيد عن ال 30. ومع ذلك، فإن البي إم آي لا يفسر ما إذا كان الوزن الزائد هو دهون أو عضلات، ولا يعد مقياس لتركيب الجسم. بالنسبة لمعظم الناس مؤشر كتلة الجسم هو مؤشر يستخدم في جميع أنحاء العالم لتقدير الحالة الغذائية. عادة ما تكون السمنة نتيجة لاستهلاك سعرات حرارية أكثر مما يحتاجه الجسم وعدم إنفاق تلك الطاقة عن طريق ممارسة التمارين الرياضية. هناك أسباب وراثية واضطرابات هرمونية تؤدي إلى زيادة الوزن ولكن هذا الأمر نادر. من المرجح أن يعاني الأشخاص الذين يعانون من السمنة من مشاكل في الخصوبة أكثر من الأشخاص الذين يتمتعون بوزن صحي طبيعي.
أظهر تقرير أجرته دراسة صحة التمريض زيادة خطر حدوث توقف الإباضة عند النساء يترافق مع زيادة قيمة مؤشر كتلة الجسم. وتشمل آثاره الرئيسية انخفاض معدل الإباضة، وانخفاض جودة الخلية البيضية وعدم انتظام الدورة الشهرية وانخفاض معدل الحمل وارتفاع معدلات الإجهاض التلقائي. قد يكون للبدانة آثار ضارة على النساء بشكل خاص حيث يبدأن في الحيض قبل الفتيات غير السمينات، مما يعزز بشكل أساسي العيوب المرتبطة بالسمنة والخصوبة. تؤثر السمنة أيضًا على الخصوبة لدى الرجال.

## النساء
تؤثر زيادة الوزن سلبًا على هرمونات الجهاز التناسلي. عند البشر، هرمون اللبتين (أديبوكين) الذي تنتجه الخلايا الدهنية البيضاء (الخلايا الدهنية)، يؤثر على منطقة الوطاء التي تنتج هرمون تناسلي هو الهرمون المطلق لموجهة الغدد التناسلية (GnRH /جي إن آر إتش). يعد اللبتين أيضًا نتاجًا لجين السمنة. إن تفاعل اللبتين مع الوطاء يقلل الشهية، وبالتالي فإن حدوث طفرة في جين السمنة سيؤدي إلى زيادة الشهية، مما يقود حكمًا إلى السمنة. وُجد أن اللبتين مرتبط بالمحور الوطائي النخامي التناسلي (إتش بّي جي) لأنه يمكن أن يحفز إطلاق هرمون جي إن آر إتش من الوطاء بالتالي إطلاق الهرمون المنبه للجريب (إف إٍس إتش) والهرمون المنشط للجسم الأصفر (إل إتش) من الغدة النخامية الأمامية. الأفراد الذين يعانون نقص في اللبتين في مرحلة قبل المراهقة لن ينتقلوا إلى مرحلة البلوغ. إذا تم إعطاء اللبتين من الناحية الإدارية، فسوف يُعكس التغيير وتستأنف مرحلة البلوغ. يتم التعبير عن اللبتين في الجريبات الناضجة التي ينتجها المبيض، مما يوحي بأنه يلعب دورًا في نضوج الخلية البيضية، وبالتالي تطور الجنين. يُعتقد أيضًا أن زيادة وزن الجسم يرتبط بتطور متلازمة تكييس المبايض (/PCOs بّي سي أو). هناك مظاهر محددة مرتبطة بـ متلازمة تكيس المبايض، تسمح بالإشارة إلى تشخيص المتلازمة، بما في ذلك فرط الأندروجين (الشعرانية) والدورات غير المنتظمة وتوقف الإباضة وضعف الخصوبة. المطلوبين. تؤدي السمنة عند من يعانين متلازمة تكيس المبايض إلى زيادة انخفاض الهرمونات والأيض، وبالتالي الحاق الضرر بالخصوبة وجودة البويضة لدى النساء. عند المرضى الذين يعانون من السمنة في حال نجاح الحمل من خلال تقنية التلقيح بالمساعدة (إيه آر تي)، يمكن أن تؤثر متلازمة تكييس المبيض هنا أيضًا، بأن تقود إلى زيادة في معدلات الإجهاض.

### متلازمة تكيس المبايض
متلازمة تكيس المبايض هي اضطراب بالغدد الصماء شائع الحدوث بين النساء في سن النشاط الإنجابي. فرط الأندروجين هو حالة طبية تتواجد فيها مستويات مرتفعة من الأندروجينات في الجسم. وترتبط مع متلازمة تكيس المبايض. أظهرت الدراسات أن فرط الأندروجين قد يكون ناتجًا عن تفاعل بين الخلايا القِرابية للمبيض وأنواع الأكسجين التفاعلية. تتداخل السمنة مع محور (إتش بي إيه) وتوقف نضج الجريبات. يعيق فرط الأندروجين هذه العملية وقد يتسبب في حدوث دورات لا إباضية. يستهدف العلاج حاليًا المرضى الذين يحتاجون إلى تحسين مقاومتهم للأنسولين بالتالي ينخفض فرط الأنسولين وتتحسن خواص عملية التبويض لدى النساء. وفقًا للدراسات الحديثة، تعد الأدوية التي ترفع التجاوب للأنسولين هي العلاج الرئيسي للنساء ذوات الدورات الشهرية غير المنتظمة، واللواتي يرغبن في تحسين خصوبتهن، على الرغم من أن خسارة الوزن هو عادة الخطوة الأولى لدى المرضات ذوات الوزن الزائد ويعانين من متلازمة تكييس المبايض.

## الرجال
الرجال الذين يعانون من السمنة لديهم نسبة أخفض من هرمون التستوستيرون في الدوران الدموي والذي يؤثر على عملية إنتاج الحيوانات المنوية المعروفة باسم الإنطاف. ويؤثر هذا على كمية ونوعية الحيوانات المنوية عند الرجال. يزيد لدى الرجال الذين يعانون من السمنة خطر الإصابة بقلة النطاف، أي أن يكون لديهم أقل من 15 مليون حيوان منوي لكل ملليلتر من السائل المنوي، وعدد الحيوانات المنوية المتحركة أقل بكثير من الرجال ذوي الأوزان الصحية. وإن وجود حيوانات منوية حاوية على كميات كبيرة من الحمض النووي التالف أكثر شيوعا بشكل ملحوظ عند الرجال الذين يعانون من السمنة منها عند الرجال ذوي الأوزان الطبيعية. يتأثر أيضًا حجم السائل المنوي المقذوف. تغيير الهرمونات الذكرية يمكن أن تؤدي أيضًا إلى العنانة وهو السبب الرئيسي للعقم عند الرجال الذين يعانون من السمنة.

## التدابير

### النساء
العلاج أو الوقاية من السمنة عند النساء له تأثير إيجابي على معدلات الخصوبة. تعديل خيارات نمط الحياة ببساطة يؤدي لفقدان الوزن الذي يمكن أن يؤدي إلى إنعاش ضعف الخصوبة. بالتالي في البداية يجب أخذ وزن الفرد في عين الاعتبار قبل التحقيق في المضاعفات المحيطة بالخصوبة. في البداية، يجب أن يستمر علاج السمنة، وإذا استمر بالرغم من ذلك ظهور المضاعفات والعقم، فمن الضروري التوجه إلى المعالجة بتقنية التلقيح بالمساعدة. هناك العديد من الطرق الأخرى لخفض نسبة الدهون في الجسم بما في ذلك تعديل النظام الغذائي أو إدارة استخدام حبوب الحمية وزيادة إنفاق الطاقة أو إزالة دهون البطن جراحيًا/ أو إجراء ربط المعدة الجراحي لتخفيض الوزن الزائد في البطن. من المفترض أن يتبع هذه التعديلات استعادة للخصوبة.  أجريت دراسة حول إنقاص الوزن على 13 امرأة على مدى 6 أشهر. استعادت 12 من أصل 13 امرأة ممن يعانين من العقم سابقًا القدرة على الإباضة، بينما تمكنت 11 امرأة من الحمل بعد انتهاء البرنامج. توضح هذه الدراسة أن فقدان الوزن هو المعيار الرئيسي لعلاج مشاكل السمنة والخصوبة قبل الاتجاه نحو تقنية التلقيح بالمساعدة. عززت دراسة أخرى هذه الفكرة بعد إجراء هذه التعديلات، أصبحت 80% من الإناث لديهن دورات شهرية منتظمة وكان معدل الحمل 29%.

### الرجال
يمكن عكس آثار السمنة على خصوبة الرجال، إما عن طريق العلاج بالتستوستيرون، أوعن طريق خسارة الوزن. من المحتمل أن يحسن علاج بالتستوستيرون اختلال توازن الهرمونات ويعالج العنانة. يمكن خسارة الوزن من خلال القيام بتغييرات في نمط الحياة مثل اتباع نظام غذائي منخفض السعرات الحرارية وممارسة التمارين بانتظام والإقلاع عن التدخين. من المفيد أيضًا اللجوء إلى مختصي الرعاية الصحية المدربين ومجموعات خسارة الوزن. قد يبحث الأشخاص الذين يكافحون من أجل الحفاظ على هذه التغييرات في نمط الحياة إلى طرق أخرى مثل الأدوية المعروفة باسم أورليستات أو جراحات إنقاص الوزن.

## الوبائيات
العديد من النساء اللائي لديهن متلازمة تكيس المبايض يعانين من السمنة ويقدر أن معدل انتشار السمنة عند النساء المصابات بـ متلازمة تكيس المبايض هو 35 - 63%. وقد ثبت أيضا أن الخطر النسبي للإصابة بالعقم اللا إباضي عند الأشخاص الذين يعانون من السمنة هو 2.7%. بالنسبة لأولئك الذين يعانون من السمنة المفرطة ولديهم إباضة طبيعية، فكل وحدة تزيد في مؤشر كتلة الجسم عن مؤشر كتلة الجسم 32 كجم / م 2 في سن 18، سينخفض معدل الحمل التلقائي بنسبة 5%.